# Premio italiano della musica
Il Premio italiano della musica (noto anche con l'acronimo PIM) è stato un riconoscimento musicale ideato nel 1996 dal supplemento settimanale Musica! Rock e altro del quotidiano la Repubblica e dall'emittente Radio DeeJay, trasmesso annualmente su Italia 1.
L'ultima edizione del premio si è svolta nel 2002.
Il premio era organizzato come un referendum, al quale i lettori del giornale e gli ascoltatori della radio potevano partecipare mediante l'invio di una cartolina indicante le proprie preferenze nelle varie categorie, scelte tra gli artisti nominati dagli organizzatori stessi. A tali categorie andavano inoltre ad aggiungersi altri riconoscimenti assegnati da una giuria di esperti.

## Vincitori e nominati

### 1996
Nel corso della prima edizione, svoltasi nel 1996, sono stati assegnati tredici premi, di cui due stabiliti dalla giuria di esperti.
Premi assegnati dai lettori e dagli ascoltatori
- Cantante maschile dell'anno – Luciano Ligabue
- Cantante femminile dell'anno – Björk
- Gruppo dell'anno – Queen
- Disco italiano dell'anno – Buon compleanno Elvis di Ligabue
- Disco internazionale dell'anno – Made in Heaven dei Queen
- Canzone italiana dell'anno – Certe notti di Ligabue
- Canzone internazionale dell'anno – Miss Sarajevo dei Passengers (U2 e Brian Eno)

- Concerto dell'anno – Pino Daniele con Pat Metheny
- Rivelazione italiana dell'anno – Casino Royale
- Rivelazione internazionale dell'anno – Shaggy
- Hip hop italiano – Articolo 31

Altri premi
- Premio speciale della giuria – Almamegretta
- Premio speciale per il successo all'estero – Zucchero Fornaciari

### 1997
I riconoscimenti assegnati nel corso dell'edizione svoltasi nel 1997 sono stati in tutto 14, dei quali 11 sono stati determinati tremite referendum, mentre i restanti tre sono stati assegnati da una giuria di critici, dallo staff di Radio DeeJay e da MTV.
Premi assegnati dai lettori e dagli ascoltatori
- Gruppo internazionale dell'anno – Pearl Jam
- Artista internazionale dell'anno – Alanis Morissette
- Artista italiano dell'anno – Zucchero Fornaciari
- Album italiano dell'anno – Anime salve di Fabrizio De André
- Canzone italiana dell'anno – La cura di Franco Battiato
- Rivelazione italiana dell'anno – Carmen Consoli
- Gruppo italiano dell'anno – Articolo 31

- Concerto dell'anno – Ligabue
- Rap italiano – Articolo 31
- Frontiera – Agricantus
- Dance – Jamiroquai

Altri premi
- Miglior artista italiano – Fabrizio De André (premio assegnato dalla critica)
- Miglior dj – Ralf (premio assegnato da Radio DeeJay)
- Miglior videoclip italiano – Cose difficili dei Casino Royale (premio assegnato da MTV)

### 1998
La terza edizione del Premio italiano della musica ha visto l'assegnazione di 5 premi, più due premi speciali assegnati rispettivamente da Musica! e da Radio DeeJay.
Disco italiano dell'anno
- Album vincitore: Mondi sommersi dei Litfiba
- Altri album nominati:
  - Dimmi cosa succede sulla terra di Pino Daniele
  - Tabula Rasa Elettrificata del Consorzio Suonatori Indipendenti
  - Lorenzo 1997 - L'albero di Jovanotti
  - Confusa e felice di Carmen Consoli
  - CRX dei Casino Royale
  - Mangio troppa cioccolata di Giorgia

Canzone italiana dell'anno
- Canzone vincitrice: Quelli che benpensano di Frankie hi-nrg mc
- Altre canzoni nominate:
  - Che male c'è di Pino Daniele
  - Regina di cuori dei Litfiba
  - Forma e sostanza del Consorzio Suonatori Indipendenti
  - Bella di Jovanotti
  - Giudizi universali di Samuele Bersani
  - Belle speranze di Fiorella Mannoia

Rivelazione dell'anno
- Vincitrice: Elisa
- Altri artisti nominati:
  - Cristina Donà
  - Afterhours
  - Scisma
  - Subsonica
  - Sottotono
  - Niccolò Fabi

Tour italiano dell'anno
- Vincitore: Luciano Ligabue
- Altri tour nominati:
  - Jovanotti
  - Pino Daniele
  - Franco Battiato
  - Fabrizio De André
  - Lucio Dalla
  - Francesco De Gregori

Disco internazionale dell'anno
- Album vincitore: Urban Hymns dei Verve
- Altri album nominati:
  - Pop degli U2
  - OK Computer dei Radiohead
  - Be Here Now degli Oasis
  - The Fat of the Land dei Prodigy
  - Time Out of Mind di Bob Dylan
  - Tubthumper dei Chumbawamba

Band dell'anno
- Vincitore: 883

Concerto dell'anno
- Vincitore: 883

Premi assegnati dalla critica
- Premio speciale di Musica! – Pino Daniele
- Premio speciale di Radio DeeJay – Jovanotti

### 1999
Durante il PIM 1999 sono stati assegnati 7 premi, di cui uno voluto dalla critica musicale.
Disco italiano dell'anno
- Album vincitore: Canzoni per me di Vasco Rossi
- Altri album nominati:
  - Amore dopo amore di Renato Zero
  - Gommalacca di Franco Battiato
  - Mediamente isterica di Carmen Consoli
  - Mina Celentano di Mina e Adriano Celentano

Canzone italiana dell'anno
- Canzone vincitrice: Ho perso le parole di Luciano Ligabue
- Altre canzoni nominate:
  - Io no di Vasco Rossi
  - La favola di Adamo ed Eva di Max Gazzè
  - Solo una volta (o tutta la vita) di Alex Britti
  - Un attimo ancora dei Gemelli DiVersi

Rivelazione italiana dell'anno
- Vincitore: Alex Britti
- Altri artisti nominati:
  - Bluvertigo
  - Gemelli DiVersi
  - Il Parto delle Nuvole Pesanti
  - Max Gazzè

Premio della critica
- Vasco Rossi

Tour italiano dell'anno
- Vincitore:  883
- Altri tour nominati:
  - Vasco Rossi
  - Articolo 31
  - Claudio Baglioni
  - Renato Zero

Disco internazionale dell'album
- Album vincitore: The Best of 1980-1990 degli U2
- Altri album nominati:
  - 5 di Lenny Kravitz
  - Ray of Light di Madonna
  - Supposed Former Infatuation Junkie di Alanis Morissette
  - Up dei R.E.M.

Video italiano dell'anno
- Video vincitore: La fidanzata degli Articolo 31
- Altri video nominati:
  - Altre forme di vita dei Bluvertigo
  - Io no di Vasco Rossi
  - La favola di Adamo ed Eva di Max Gazzè
  - Shock in My Town di Franco Battiato

### 2000
Nel 2000, al Premio Italiano della Musica sono stati assegnati cinque premi da parte del pubblico e tre premi da parte della critica:
Premi assegnati dal pubblico
- Disco dell'anno: Miss Mondo di Luciano Ligabue
- Canzone dell'anno: Il mio nome è mai più di Luciano Ligabue, Jovanotti e Piero Pelù
- Tour dell'anno: Rewind '99 di Vasco Rossi
- Rivelazione dell'anno: Lùnapop
- Video dell'anno: Il mio nome è mai più di Luciano Ligabue, Jovanotti e Piero Pelù

Premi assegnati dalla critica
- Premio speciale di Musica!: La Crus
- Premio speciale di Radio DeeJay: Eiffel 65
- Premio della critica: Fabrizio De André

### 2001
Nell'edizione del Premio Italiano della Musica svoltasi nel 2001 sono stati assegnati sei premi, con l'aggiunta di tre premi speciali assegnati dalla critica:
Artista maschile dell'anno
- Artista vincitore: Luciano Ligabue
- Altri artisti nominati:
  - Piero Pelù
  - Alex Britti
  - Eros Ramazzotti
  - Max Gazzè

Artista femminile dell'anno
- Artista vincitrice: Carmen Consoli
- Altre artiste nominate:
  - Laura Pausini
  - Irene Grandi
  - Paola & Chiara
  - Elisa

Disco dell'anno
- Album vincitore: Microchip emozionale del Subsonica
- Altri album nominati:
  - ...Squérez? dei Lùnapop
  - Stato di necessità di Carmen Consoli
  - Né buoni né cattivi di Piero Pelù
  - Tra te e il mare di Laura Pausini

Canzone dell'anno
- Canzone vincitrice: Parole di burro di Carmen Consoli
- Altre canzoni nominate:
  - Qualcosa di grande dei Lùnapop
  - Toro loco di Piero Pelù
  - Io sono Francesco di Tricarico
  - Vamos a bailar (Esta vida nueva) di Paola e Chiara

Band dell'anno
- 883

Tour dell'anno
- Tour vincitore: Luciano Ligabue
- Altri toru nominati:
  - Lùnapop
  - Carmen Consoli
  - Subsonica
  - Piero Pelù

Rivelazione dell'anno
- Artista vincitore: Subsonica
- Altri artisti nominati:
  - Tricarico
  - Il Parto delle Nuvole Pesanti
  - Otto Ohm
  - Tiromancino

Altri premi
- Premio speciale di Musica!: Ivano Fossati
- Premio speciale di Radio DeeJay: Gigi D'Agostino
- Premio della critica: Vinicio Capossela

### 2002
I premi assegnati nel corso dell'ultima edizione del premio, svoltasi nel 2002, sono stati in totale nove, dei quali sei assegnati tramite il voto del pubblico.
Artista maschile dell'anno
- Artista vincitore: Vasco Rossi
- Altri artisti nominati:
  - Biagio Antonacci
  - Raf
  - Zucchero Fornaciari
  - Eros Ramazzotti

Artista femminile dell'anno
- Artista vincitrice: Elisa
- Altre artiste nominate:
  - Laura Pausini
  - Giorgia
  - Irene Grandi
  - Carmen Consoli

Rivelazione dell'anno
- Artista vincitore: Tiziano Ferro
- Altri artisti nominati:
  - Valeria Rossi
  - Velvet
  - Bluebeaters
  - Meganoidi

Band dell'anno
- Gruppo vincitore: Tiromancino
- Altri gruppi nominati:
  - Delta V
  - Otto Ohm
  - Timoria
  - 99 Posse

Canzone dell'anno
- Canzone vincitrice: Luce (tramonti a nord est) di Elisa
- Altre canzoni nominate:
  - Il cuoco di Salò di Francesco De Gregori
  - Due destini dei Tiromancino
  - Xdono di Tiziano Ferro
  - La mia signorina di Neffa

Album dell'anno
- Album vincitore: Stupido hotel di Vasco Rossi
- Altri album nominati:
  - La descrizione di un attimo dei Tiromancino
  - Amore nel pomeriggio di Francesco De Gregori
  - Shake di Zucchero
  - Scaramante di Cristiano De André

Premi assegnati dalla critica
- Premio speciale di Musica!: Carmen Consoli
- Premio speciale di Radio DeeJay: Neffa
- Premio della critica: Pacifico